# Leucothyreus duplopunctatus
Leucothyreus duplopunctatus är en skalbaggsart som beskrevs av Frey 1976. Leucothyreus duplopunctatus ingår i släktet Leucothyreus och familjen Rutelidae. Inga underarter finns listade i Catalogue of Life.